# Generatie van '98

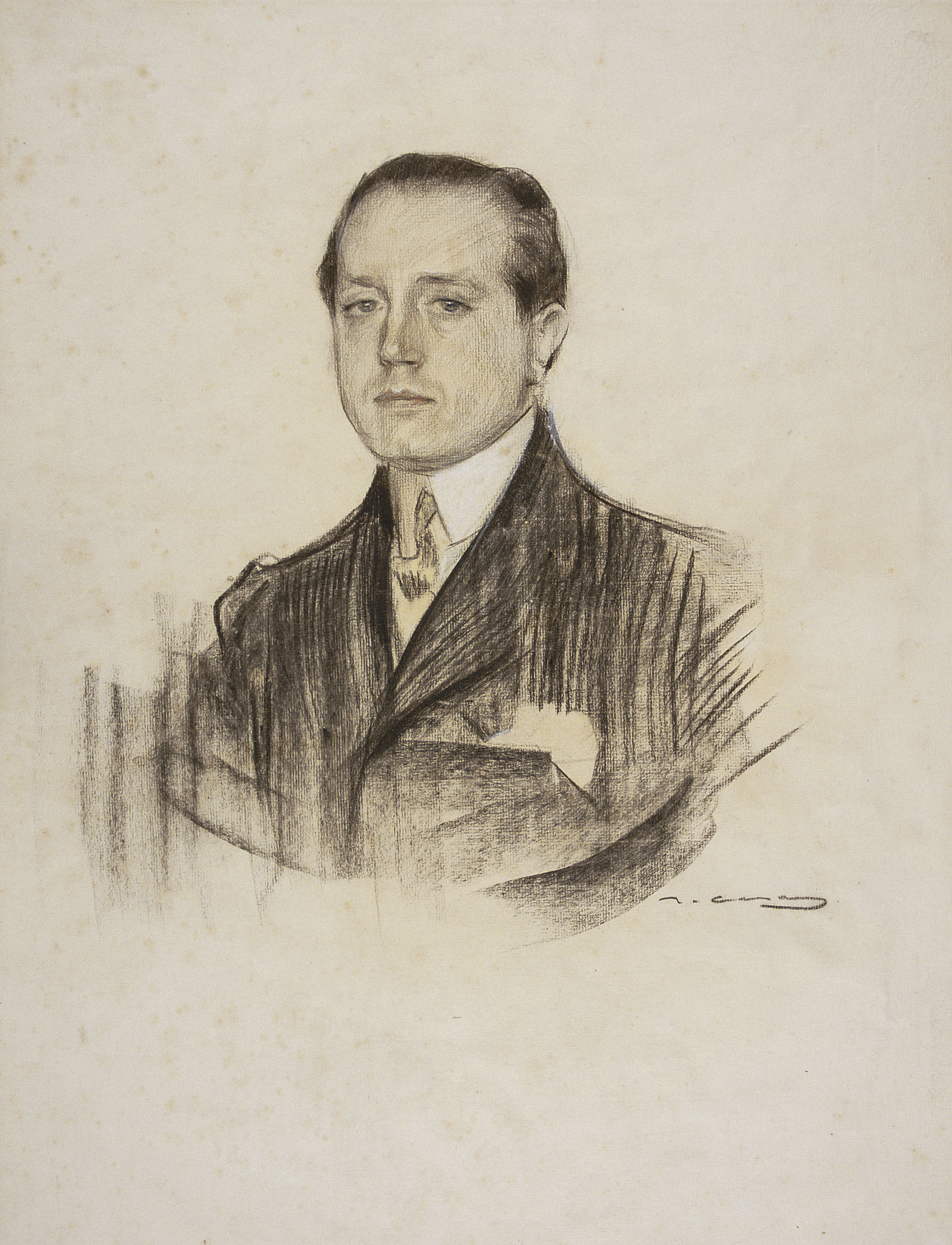
Portret van Azorín

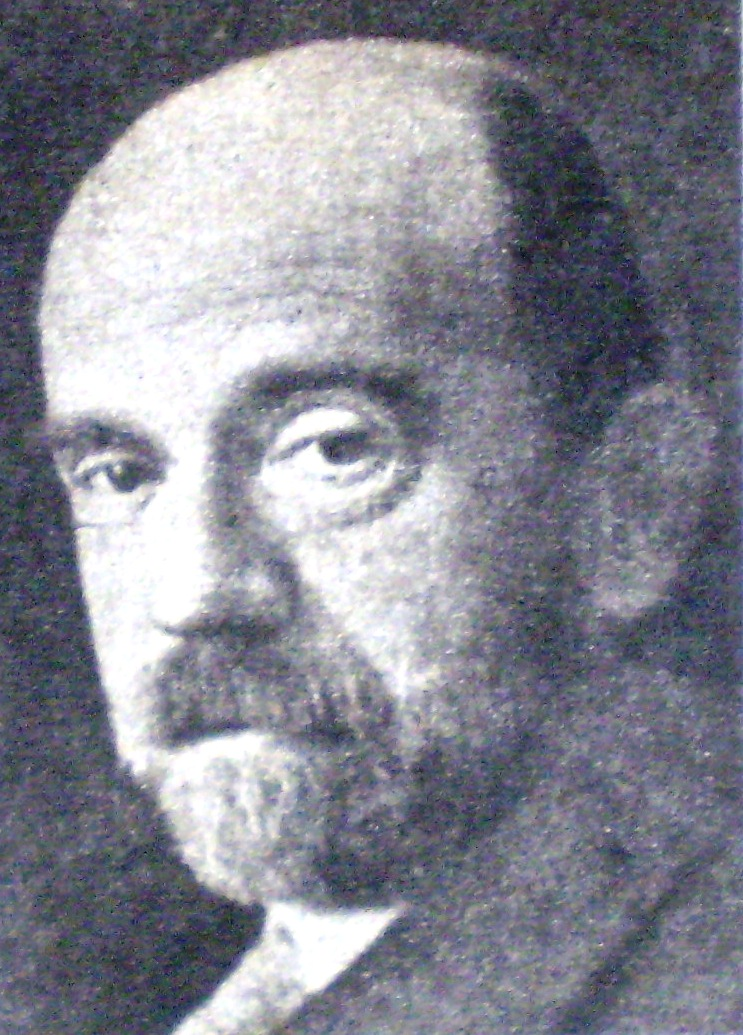
Pío Baroja

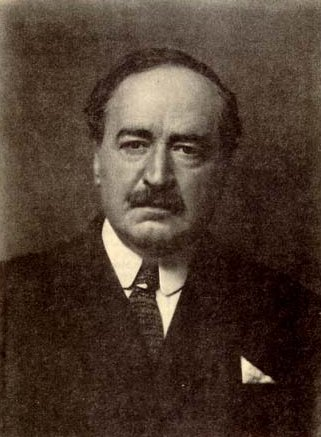
Vicente Blasco Ibáñez

De Generación del '98 (Nederlands: Generatie van '98 of Generatie van 1898) was een literaire beweging in Spanje uit de eerste decennia van de twintigste eeuw.

## Oorsprong en typering
Het begrip Generatie van '98 werd voor het eerst gebruikt door de schrijver Azorín in een serie artikelen Generación del 98, gepubliceerd in 1913. De naamgeving zinspeelt op de Spaans-Amerikaanse Oorlog (1898), welke het einde betekende van het eens zo machtige Spaanse koloniale imperium. De smadelijke nederlaag van Spanje tijdens deze oorlog, waarin het vele duizenden doden betreurde, was van grote invloed op de sociale en politieke situatie van het land. Het zette kunstenaars aan te zoeken naar nieuwe zingeving en idealen. Daarbij oriënteerden ze zich meer en meer op Europa. Traditionele Spaanse waarden als mannelijkheid, militarisme en patriottisme werden ter discussie gesteld, alsook de Katholieke kerk. Er ontstond een duidelijke ontwikkeling richting intellectualisering.
Tot de Generatie van '98 behoorden voornamelijk schrijvers en dichters, maar ook critici en filosofen, hoofdzakelijk geboren in de periode tussen 1864 en 1875. Veel van hen waren van relatief eenvoudige afkomst, diversen ook autodidact. Van een uitgesproken, geformuleerd gemeenschappelijk gedachtegoed was nooit echt sprake, maar er zijn wel duidelijke overeenkomsten aan te wijzen, zoals de interesse in de filosofie van Schopenhauer en Nietzsche. Politiek gezien koesterden velen van hen aan het anarchisme verwante idealen. In literair opzicht braken ze met klassieke schema’s en genres. In zijn algemeenheid werd de groepering door tijdgenoten gezien als rebels en radicaal.
Diverse van de vertegenwoordigers van de Generatie van '98 waren ook nauw verbonden door onderlinge vriendschappen en gemeenschappelijke projecten.

## Belangrijkste vertegenwoordigers
Tot de belangrijkste vertegenwoordigers van de Generatie van '98 worden gerekend:
- Azorín (José Martínez Ruiz)
- Miguel de Unamuno
- Ramón María del Valle-Inclán
- Pío Baroja
- Joaquín Costa
- José Ortega y Gasset
- Vicente Blasco Ibáñez
- Antonio Machado
- Manuel Machado
- Ramiro de Maeztu
- Gabriel Miró.